# Georg Wilhelm Offermann
Georg Wilhelm (William) Offermann (ur. 17 września 1819 w Berlinie, zm. 29 stycznia 1902 w Kolonii) – niemiecki prawnik i urzędnik kolejowy.

## Życiorys
Jego rodzicami byli - Georg Arnold Offermann oraz Isabella O'Brien. Ukończył Królewsko-Miejskie Gimnazjum Ewangelickie w Legnicy (Königliche und Städtische evangelische Gymnasium Liegnitz) (1839) oraz studiował prawo i administrację. Georg Wilhelm podjął pracę w kolejnictwie niemieckim, w którym po latach pełnił kierownicze funkcje – prezesa Dyrekcji Kolei w Bydgoszczy (1856-1858), prezesa Dyrekcji Kolei we Wrocławiu (1859-1867), prezesa Towarzystwa Kolejowego Kolonia-Mindener (Cöln-Mindener Eisenbahngesellschaft) (1867-1881) i prezesa Królewskiej Dyrekcji Kolei na prawym brzegu Renu w Kolonii (Königliche Eisenbahndirektion rechtsrheinisch zu Cöln) (1881-1895).